# NGC 1494
NGC 1494 je galaksija u zviježđu Sat.

## Vanjske poveznice
- SEDS: NGC 1494